# Ana Campoy
Ana Campoy (Madrid, 7 de diciembre de 1979) es escritora y periodista española. En 2022 ganó el Premio Fundación Cuatrogatos y el White Ravens 2022 con la novela infantil Pepa Guindilla y en 2017 el Premio Jaén de Narrativa Juvenil con La cronopandilla: el túnel del tiempo.
También ha colaborado con el espacio Un libro, un niño, un mundo  dedicado a la literatura infantil y juvenil en el programa Hoy por hoy Madrid de Cadena Ser.

## Biografía
Ana Campoy se licencia en Comunicación Audiovisual en la Universidad Complutense de Madrid. Da sus primeros pasos en el teatro con la compañía La Mosca de San Fernando de Henares, localidad en la que reside durante su adolescencia. También estudia interpretación y doblaje en la Escuela de Salvador Arias y guion y narrativa junto al guionista Miguel Rubio.
Comienza su trayectoria en cine, radio y prensa donde se acredita como guionista, locutora y periodista. Poco después se adentra en la literatura infantil y juvenil y publica Las aventuras de Alfred & Agatha: Los diez pájaros Elster, su primera novela.
El libro supone un éxito de ventas y crítica. Será el primero de una colección de ocho entregas cuyos derechos se traducirán en países como Francia, China, Italia, Grecia, Polonia, Turquía, Rumanía y Eslovenia.
Al mismo tiempo publica Descubre Madrid y realizará las adaptaciones en verso para primeros lectores de Don Quijote de la Mancha y El Lazarillo de Tormes. Pronto llegarán El dragón del Parque Güell y Soy un superhéroe (colección escrita bajo el pseudónimo colectivo de Isaura Lee).
El 22 de septiembre de 2017, su obra La cronopandilla: el túnel del tiempo, es galardonada con el Premio Jaén de Literatura Juvenil.
Sus libros Todo eso que nos une y Familia a la fuga: En busca y captura son seleccionados en la Lista de honor de la OEPLI 2018. Todo eso que nos une también es seleccionado entre los mejores libros juveniles de 2018 por las Bibliotecas de la Comunidad de Madrid y recomendado por la Fundación Cuatrogatos.
En 2019 la antología  Como tú  en la que Ana Campoy participa con el relato feminista "El primer paso", es galardonada con un premio White Ravens.
En 2022, su novela Pepa Guindilla gana el Premio Fundación Cuatrogatos entre más de 1200 obras publicadas en español en todo el mundo. También obtiene el White Ravens 2022 otorgado por la Internationale Jugendbibliothek de Munich.
Ana Campoy ha colaborado con una sección de libros infantiles y juveniles con el programa Hoy por hoy Madrid en Cadena Ser, además de en diversas publicaciones culturales como las revistas Jot Down, Jot Down Kids y Canino. También se encarga de coordinar la sección infantil de Festival Celsius 232 celebrado cada año en Avilés.

## Obra

### Varios
• El Paracaidista (Las Afueras, 2024
- Un día con suerte (Loqueleo, 2023).
- Pepa Guindilla (Nórdica Libros, 2021) Premio Fundación Cuatrogatos 2022. White Ravens 2022.
- Pepa Guindilla contra el mundo (Nórdica Libros, 2022).
- Arturo Leal y el perro fantasma (SM, 2019).
- Todo eso que nos une (Anaya, 2018).
- La Cronopandilla: el túnel del tiempo (Montena, 2017) Premio Jaén de Narrativa Juvenil 2017.
- El dragón del Parque Güell (La Galera, 2015).
- Descubre Madrid (La Galera, 2014).

### Colección Aventura Rodríguez
- ¡Salvemos a las pelusas! (La esfera azul, 2023).
- El increíble supermosquito (La esfera azul, 2023).
- En busca de la joya perdida (La esfera azul, 2022).
- El monstruo de los mil tentáculos (La esfera azul, 2022).

### Colección Pen Friends
- Cartamigos de leyenda (Molino,2021).
- Atentamente, bicho peludo (Molino, 2021).
- Un envío extraordinario (Molino, 2022).

### Colección Familia a la fuga
- En busca y captura (Loqueleo, 2018).
- Infiltrados en la gran ciudad (Loqueleo, 2019).

- Cerrado por fantasmas (Loqueleo, 2019).

- El ataque de los invasores rodantes (Loqueleo, 2020).

### Colección Las aventuras de Alfred & Agatha
- Los diez pájaros Elster (Edebé, 2011).
- El chelín de plata (Edebé, 2011).
- La caja mágica (Edebé, 2012).
- El pianista que sabía demasiado (Edebé, 2012).
- El gran truco de Houdini (Edebé, 2013).
- La carrera de Inglaterra (Edebé, 2013).
- La momia del Titanic (Edebé, 2014).
- El robo de la Gioconda (Edebé, 2015).

### Adaptaciones para primeros lectores
- Don Quijote de la Mancha (La Galera, 2015)
- El Lazarillo de Tormes (La Galera, 2016)

### Colección Soy un superhéroe (como Isaura Lee)
- Los superhéroes también se sienten solos (Edebé, 2015)
- Los superhéroes no llevan chupete (Edebé, 2015)
- Los superhéroes no se hacen la cama (Edebé, 2015)
- Los superhéroes duermen con sus monstruos (Edebé, 2015)

### Antologías
- Fantasmada (Anaya,2021).
- Como tú  (Anaya,2019).

## Premios y reconocimientos
- Premio Ala Delta de Edelvives de literatura infantil (2024), por la obra "Por un segundo".